# Stechkin APS
A Stechkin APS (Em russo: Автоматический Пистолет Стечкина = Avtomaticheskiy Pistolet Stechkina (tradução: Pistola Automática Stechkin)) é uma pistola automática de fogo seletivo soviética. Foi introduzida em serviço em 1951 para uso em equipes de artilharia e morteiros, tripulações de tanques e pessoal de aeronaves, onde um fuzil de assalto era considerado desnecessário. Esteve em serviço em uma série de guerras, como a Guerra do Vietnã, Guerra Russo-Ucraniana e Guerra Civil Síria. A APS foi elogiada por seu conceito inovador e boa controlabilidade para seu tamanho. No entanto, o alto custo da arma, usinagem complexa e demorada, combinado com um alcance efetivo limitado, grande tamanho e peso para uma pistola, e coronha de ombro frágil foram mencionados como uma razão para sua retirada do serviço ativo em favor de fuzis de assalto como o AKS-74U. A pistola leva o nome de seu desenvolvedor, Igor Stechkin.

## Adoção e serviço
Submetralhadoras como a PPSh-41 ou a PPS-43 foram declaradas obsoletas logo após a adoção do fuzil de assalto AK-47. Uma nova arma de autodefesa foi solicitada para tripulações de artilharia, de morteiros e de tanques e pessoal de aeronaves, onde um fuzil de assalto pesado era considerado desnecessário.
Igor Yakovlevich Stechkin, recém-formado em 1948 no Instituto Mecânico de Tula, começou a trabalhar neste novo conceito de arma automática, competindo com outros projetistas prolíficos, como Vojvodin e Kalashnikov. Stechkin projetou uma pistola de tiro seletivo capaz de disparar com precisão de até 200 metros, com a possibilidade de anexar uma combinação de coldre/ombro. Os testes de campo dos primeiros protótipos foram realizados de abril a junho de 1949. Um teste de resistência de 20.000 tiros contra uma pistola automática Astra e uma submetralhadora PPS-43 provou que o projeto de Stechkin era promissor. Porém, a prancha de testes apresentou falhas do protótipo, como a falta de ajuste da alça de mira, o peso elevado (1,9 kg com coldre), raio de mira curto e a mola de recuo localizada sob o cano.
Um grande esforço de redesenho foi feito por Stechkin. Ele tirou diversas inovações da pistola Makarov, como silhueta geral, trilhos deslizantes, extrator. A arma era mais leve, o mecanismo de gatilho redesenhado e simplificado e o guarda-mato remodelado. Após testes militares bem-sucedidos, a APS foi formalmente adotada em 3 de dezembro de 1951.
A APS foi emitida para operadores de veículos, tripulações de artilharia, oficiais da linha de frente do Exército Soviético e para autoridades policiais, e foi usada em conflitos em Angola, Líbia, Moçambique, Romênia, Tanzânia e Zâmbia. A APS foi elogiada pelo seu conceito inovador e boa controlabilidade pelo seu tamanho. No entanto, o alto custo da arma, a usinagem complexa e demorada, combinada com um alcance efetivo limitado, grande tamanho e peso para uma pistola, coronha de ombro frágil, paradas frequentes e ergonomia abaixo da média, fizeram com que a APS fosse gradualmente eliminada do serviço ativo. No entanto, a arma encontrou um novo nicho entre forças especiais como a Spetsnaz ou FSB, que precisavam de uma arma secundária mais eficaz do que a Makarov PM. A Stechkin APS foi eventualmente substituída pelo fuzil de assalto compacto AKS-74U em 1981, oferecendo mais poder de fogo devido à sua munição de fuzil 5,45×39mm M74 muito mais poderosa, precisão aceitável em distâncias moderadas e maior capacidade do carregador.
Uma derivada contemporânea da Stechkin, a OTs-33 Pernach, também é equipada com o cartucho 9×18mm Makarov.

## Detalhes do projeto

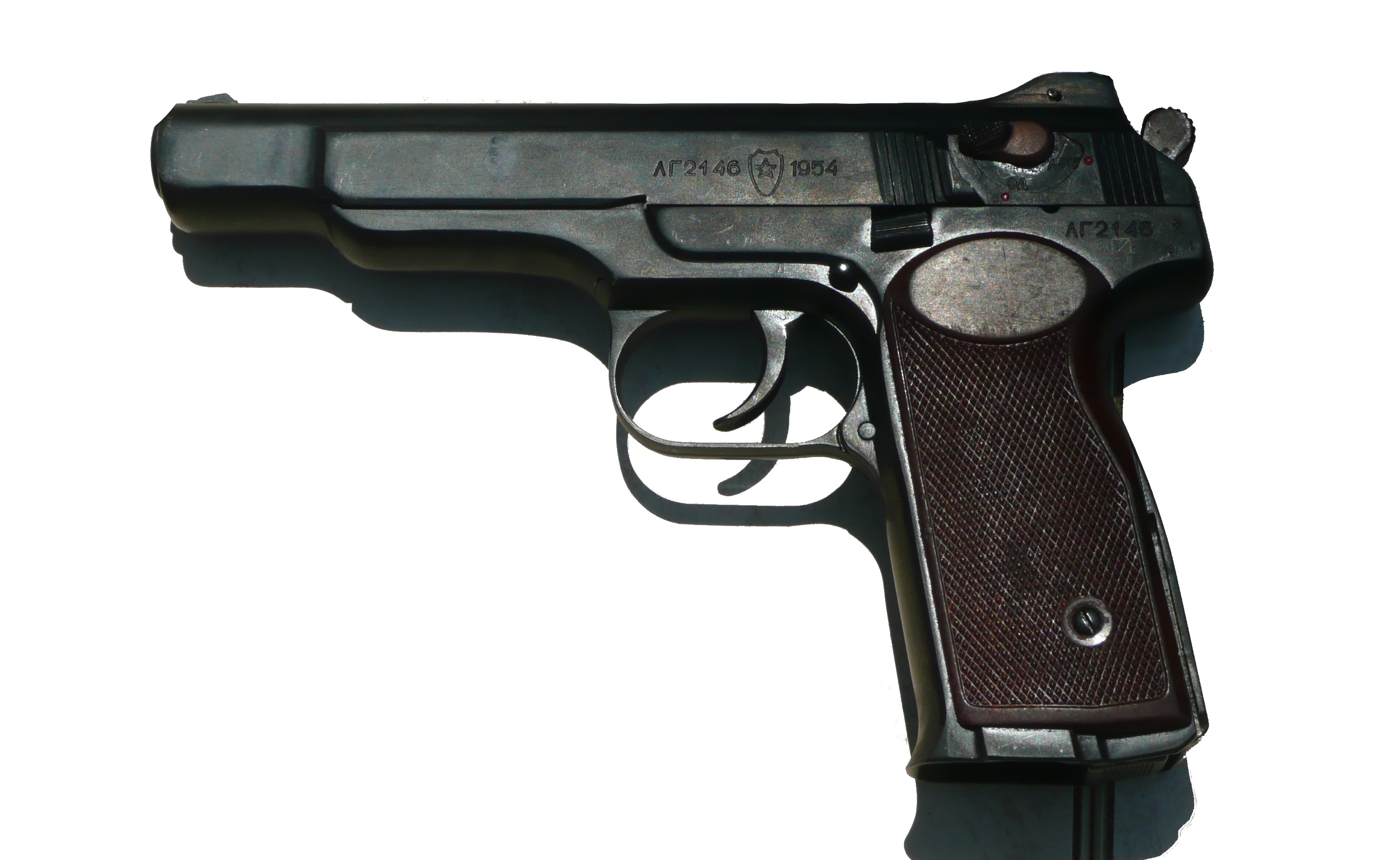
Lado esquerdo da APS. Observe o seletor de fogo ajustado para seguro.

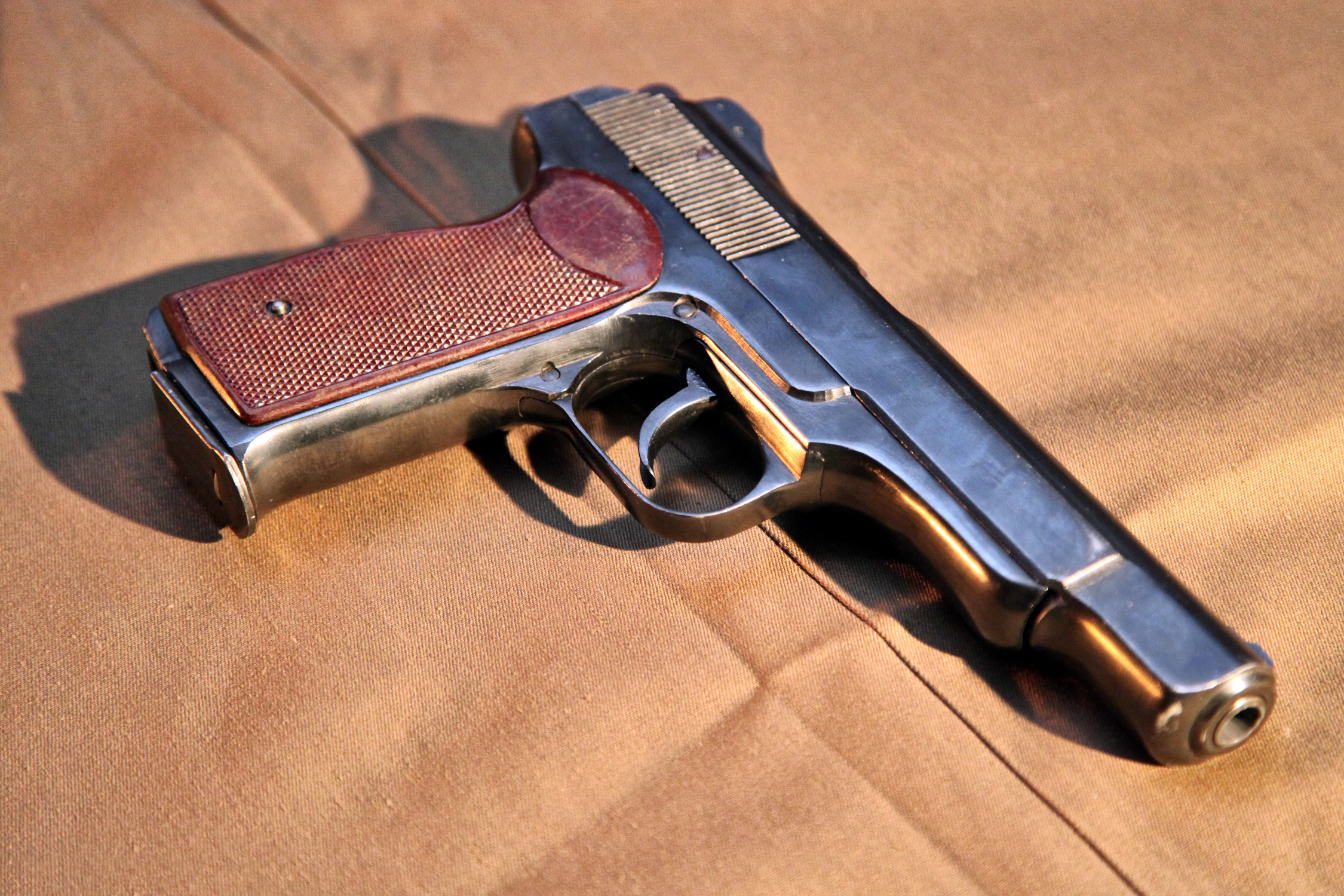
Lado direito da APS.

A APS é uma pistola automática de blowback direto, fogo seletivo e alimentada por carregador. A arma é alimentada por carregadores de cofre bifilares destacáveis de aço de 20 cartuchos. A APS compartilha recursos com a pistola de serviço Makarov, como um retém de carregador montado na parte inferior do cabo, alavanca de segurança montada na corrediça e procedimento de desmontagem de campo. A alça de mira é ajustável de 25, 50, 100 a 200 metros por meio de um mostrador de tambor giratório excêntrico. A massa de mira serrilhada pode ser desviada para deriva. A corrediça apresenta uma faixa texturizada na parte superior para reduzir o brilho que perturba a mira. O cano revestido de cromo serve como guia de mola de recuo. A alavanca de parada da corrediça também atua como uma lâmina ejetora. O guarda-mato gira para baixo para desmontagem e retém na posição por meio de um êmbolo com mola. Os painéis dos punhos xadrez ou serrilhados são feitos de madeira (modelos antigos), baquelite marrom-avermelhado ou plástico preto.
A Stechkin apresenta uma alavanca seletora de segurança-desarmador-disparo combinada na corrediça. A alavanca de três posições, quando apontada para a frente na posição "PR" ou segura, desarmará e travará o cão, travará a corrediça na estrutura e impedirá o movimento para frente do percussor flutuante. Quando apontada para baixo para a posição "OD", ou tiro único, a alavanca de segurança desativa o redutor de cadência e o auto-sear para permitir o disparo semiautomático. Finalmente, a posição "AVT" mais recuada coloca a APS no modo automático.

## APB
A versão APB (em russo:  Avtomaticheskiy Pistolet Besshumniy (tradução: Pistola Automática Silenciosa)) era uma versão da APS otimizada para operações silenciosas. Desenvolvida no início dos anos 1970 por A.S. Neugodov (А.С. Неугодов) sob o nome de fábrica AO-44, foi adotada oficialmente em 1972 sob o nome de serviço APB e recebeu o índice GRAU 6P13. Aproximadamente 2.000 pistolas APS foram convertidas em variantes APB pela Vyatskie Polyansky Machine-Building Plant de 1972 a 1973. A velocidade de saída caiu para 290 m/s nesta variante. Em vez da coronha de ombro de baquelite da APS, a APB vem com uma coronha destacável feita de fio de aço. Seu cano é mais longo que o da APS; ele se projeta da corrediça (slide) e é rosqueado para a fixação de um silenciador excêntrico. Quando não estiver em uso, o silenciador destacável pode ser preso à coronha.

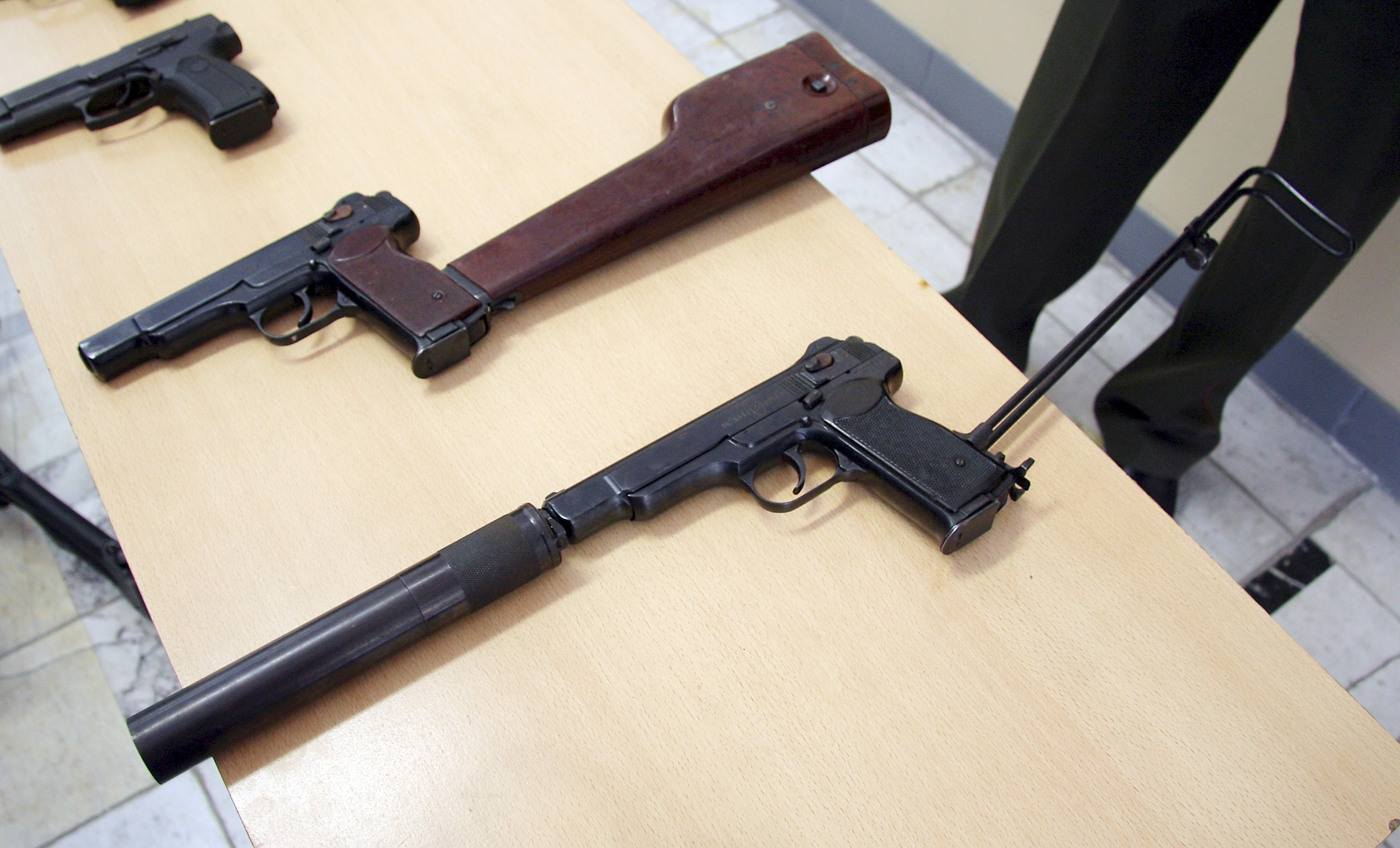
APS (meio) e APB (embaixo)

Durante a Guerra Afegã-Soviética, a APB foi usada pelos líderes da equipe soviética Spetsnaz como uma arma extra; eles geralmente carregavam uma bandoleira com o silenciador e a coronha montados. Foi usada por operadores de rádio e até mesmo por algumas equipes de armas pesadas. Unidades de forças especiais do Ministério do Interior (MVD), como a OMON e a SOBR, também utilizaram a pistola.

## Operadores
- Alemanha: Após a reunificação da Alemanha, várias pistolas APS foram adquiridas pela empresa alemã "Transarms" para a polícia alemã.[6]
- Afeganistão[7]
- Armênia[7]
- Angola[7]
- Azerbaijão
- Bielorrússia: Em serviço com OMON,[8] SOBR,[9] forças especiais e autoridades alfandegárias.[10]
- Bulgária: Várias pistolas APS foram fornecidas da URSS para a República Popular da Bulgária e permaneceram em serviço depois de 1990.[10]
- Cazaquistão[11]
- China: Polícia Armada do Povo
- Cuba
- Geórgia[12][7]
- Líbano
- Líbia[13]
- Mali: Movimento Popular de Azauade[14]
- Moçambique[15]
- Romênia: Variante produzida conhecida como Dracula md. 98[16]
- Rússia: Usada por várias forças policiais[17] e guardas de segurança do Banco Central da Rússia[18]
- Sérvia: Usado em quantidades limitadas na unidade antiterrorista Kobre.
- Síria
- Tanzânia[19]
- Ucrânia[20]
- Zâmbia[21]

### Operadores antigos
- União Soviética[22]